# Thomas Weissenberger
Thomas Weissenberger (* 28. Mai 1971) ist ein ehemaliger österreichischer Fußballspieler, der seit 2021 auch als -trainer in Erscheinung tritt. 

## Karriere

### Als Spieler und Trainer
Weissenberger begann seine Karriere im Juni 1979 als Jugendspieler beim FC Hard. Er spielte dort elf Jahre, ehe er 1990 zum SV Spittal/Drau wechselte. Für diesen Verein spielte er zwei Jahre und wechselte dann zum deutschen Bundesligisten 1. FC Nürnberg. 
Sein erstes Spiel für den 1. FC Nürnberg machte er gegen den VfB Stuttgart, das mit 0:3 verloren wurde. Nach einem Jahr und 15 Spielen für den 1. FC Nürnberg wechselte er 1993 wieder zurück in die österreichische zweite Liga zum LASK, mit dem er im Sommer 1994 in die Bundesliga aufstieg. Insgesamt bestritt er 59 Ligaspiele für den LASK und erzielte 22 Tore. 1996 bestritt er mit dem LASK zwei Spiele im Intertoto-Cup. Im Jänner 1997 wechselte er zum FC Admira Wacker Mödling, für den er in der Rückrunde 1996/97 zwölf Spiele bestritt und ein Tor erzielte. Ab der Saison 1997/98 spielte er für den SC Austria Lustenau. Für diesen Verein spielte er bis 1999 in 17 Spielen und erzielte ein Tor. Mit Beginn der Saison 1999/2000 wechselte er zum First Vienna FC 1894 und kurz darauf zu DSV Leoben. Danach spielte er bei SV Spittal/Drau, SAK Klagenfurt, WSG Radenthein, ASKÖ Fürnitz und SV Rothenthurn. In der Winterpause 2008/09 beendete er seine Karriere als Aktiver und kam danach noch sporadisch als Fußballtrainer im Jugendbereich zum Einsatz. Im Frühjahr 2021 übernahm Weissenberger, der 2002/03 einen Nachwuchsbetreuerlehrgang absolviert hatte und 2011/12 den Trainerlehrgang des Landesverbandes besuchte, seine erste Station als Trainer einer Kampfmannschaft, als er den Fünftligisten FC Hermagor übernahm. Kurz nach Saisonbeginn wurde er bereits wieder durch den in Hermagor ansässigen Versicherungsmakler und Fußballtrainer Norbert Hofer ersetzt.

### Nationalmannschaft
In der österreichischen Nationalmannschaft spielte Thomas Weissenberger am 20. April 1994 unter dem damaligen Nationaltrainer Herbert Prohaska gegen Schottland (1:2). Dies war sein einziger Einsatz im A-Nationalteam. Er wurde in der 62. Spielminute für Toni Polster eingewechselt; zu diesem Zeitpunkt war er für den LASK in der zweiten österreichischen Liga aktiv.

## Familie
Weissenberger stammt aus einer Fußballerfamilie; auch seine Brüder Markus und Philipp waren als Profifußballer aktiv.